# حسك
حَسَك أو القُطْبُ أو الشَّرْشَرُ (الاسم العلمي: Tribulus)، جنس نباتات من فصيلة القديسية. يوجد في مناخات وأتربة متنوعة في جميع أنحاء العالم من خطوط العرض 35 درجة مئوية إلى 47 درجة شمالا. العضو الأكثر شهرة هو الحسك الأرضي (T. terrestris)، وهو نوع واسع الانتشار ويعد من الأعشاب الضارة.